# Hendrix Lapierre
Hendrix Lapierre (né le 9 février 2002 à Gatineau, dans la province de Québec au Canada) est un joueur professionnel québécois de hockey sur glace. Il évolue au poste de centre.

## Biographie

### Carrière en club
Hendrix Lapierre est le premier choix au total du repêchage de la LHJMQ en 2018. Il joue son hockey junior avec les Saguenéens de Chicoutimi et le Titan d'Acadie Bathurst dans la LHJMQ. Il est choisi au premier tour, en 22e position par les Capitals de Washington lors du repêchage d'entrée dans la LNH 2020. Il remporte la Coupe Calder 2023 et 2024 avec les Bears de Hershey.
Il fait ses débuts dans la Ligue nationale de hockey le 13 octobre 2021. Il inscrit son premier but dans la LNH à son premier match, sur un superbe échange avec T.J Oshie.   

## Statistiques

### En club
| Saison     | Équipe                   | Ligue      |    | Saison régulière | Saison régulière | Saison régulière | Saison régulière | Saison régulière |   | Séries éliminatoires | Séries éliminatoires | Séries éliminatoires | Séries éliminatoires | Séries éliminatoires |
| Saison     | Équipe                   | Ligue      | PJ | B                | A                | Pts              | Pun              | PJ               | B | A                    | Pts                  | Pun                  |                      |                      |
| 2018-2019  | Saguenéens de Chicoutimi | LHJMQ      | 48 | 13               | 32               | 45               | 18               | 4                | 3 | 2                    | 5                    | 2                    |                      |                      |
| 2019-2020  | Saguenéens de Chicoutimi | LHJMQ      | 19 | 2                | 15               | 17               | 10               | -                | - | -                    | -                    | -                    |                      |                      |
| 2020-2021  | Saguenéens de Chicoutimi | LHJMQ      | 21 | 8                | 23               | 31               | 12               | 9                | 5 | 7                    | 12                   | 4                    |                      |                      |
| 2021-2022  | Capitals de Washington   | LNH        | 6  | 1                | 0                | 1                | 2                | -                | - | -                    | -                    | -                    |                      |                      |
| 2021-2022  | Titan d'Acadie-Bathurst  | LHJMQ      | 40 | 21               | 30               | 51               | 22               | 8                | 4 | 7                    | 11                   | 2                    |                      |                      |
| 2022-2023  | Bears de Hershey         | LAH        | 60 | 15               | 15               | 30               | 43               | 20               | 3 | 3                    | 6                    | 14                   |                      |                      |
| 2023-2024  | Capitals de Washington   | LNH        | 51 | 8                | 14               | 22               | 4                | 4                | 1 | 1                    | 2                    | 0                    |                      |                      |
| 2023-2024  | Bears de Hershey         | LAH        | 21 | 5                | 12               | 17               | 6                | 20               | 7 | 15                   | 22                   | 6                    |                      |                      |
| Totaux LNH | Totaux LNH               | Totaux LNH | 57 | 9                | 14               | 23               | 6                | 4                | 1 | 1                    | 2                    | 0                    |                      |                      |

## Trophées et distinctions

### Ligue de hockey junior majeur du Québec
- Il est nommé dans la 1re équipe d'étoiles des recrues en 2018-2019.

- Il remporte le trophée Michel-Bergeron en 2018-2019.